# Yangquan
Yangquan (阳泉) é uma cidade da província de Shanxi, na China. Localiza-se no leste da província. Tem cerca de 601 mil habitantes. Era uma pequena aldeia no início do século XX, sendo a sua expansão devido à ferrovia.